# 414e brigade de véhicules aériens sans pilote d'attaque
Le 414e brigade de véhicules aériens sans pilote d'attaque « Oiseaux de Magyar », (en ukrainien : 414-та окрема бригада ударних безпілотних авіаційних, 414 ОБрУБАС), est une unité du corps des marines des forces armées ukrainiennes, formée le 16 janvier 2024 sur la base du groupe tactique de la compagnie « Oiseaux de Magyar », qui était sous le commandement de Robert Brovdi (uk) dit « Magyar » alors affectée à la 59e brigade d'infanterie motorisée.

## Création et différentes dénominations
- 7 février 2022 : création de la compagnie les « Oiseaux de Magyar »
- 16 janvier 2024 : devient le 414e bataillon de drones d'attaque du Corps des Marines (414 OBUBAS)[1]
- juin 2024 : prend le nom de 414e régiment de drones d'attaque
- décembre 2024 : prend le nom de 414e brigade brigade de véhicules aériens sans pilote d'attaque

## Chefs de corps
- Depuis 2022 : Robert Brovdi (uk)

## Historique des batailles, combats et garnisons

### Invasion russe de l'Ukraine

#### «Oiseaux de Magyar»
L'unité est fondée par l'homme d’affaires ukrainien Robert Brovdi (uk) sous le pseudonyme de « Magyar ».
Le 7 février 2022, il s'est engagé dans les forces de défense territoriale et, dès le début de l'invasion, il a mené des missions de combat en tant que commandant de peloton. En avril, son unité a été redéployée vers Kherson, où il a choisi de se spécialiser dans la reconnaissance aérienne, fondant ainsi les « Oiseaux de Magyar ». Les « Oiseaux de Magyar » participent à des missions de reconnaissance, de patrouille, d'ajustement de tirs d'artillerie, d'emploi de drones kamikazes et de bombardements.
L'unité a participé à la bataille de Bakhmout, défendant la ville durant 110 jours avant de recevoir l'ordre de se retirer en mars 2023.
Le 16 janvier 2024, selon le rapport de Brovdi, l'unité avait combattu pendant 692 jours dans les première et seconde batailles de Kherson ainsi que celles de Krinky dans l'oblast de Kherson, de Soledar, de Bakhmout, d'Avdiivka, de Marinka dans l'oblast de Donetsk et d'Urozhaine (uk) dans l'oblast de Zaporijjia. 16 soldats ont reçu l'Ordre « pour le Courage ».

#### 414ebataillon
Le 16 janvier 2024, l'unité est transférée de la 59e brigade d'infanterie motorisée du corps des marines des forces armées ukrainiennes en tant que « 414e bataillon de drones d'attaque » (« 414 OBUBAS »).

#### 414erégiment
À la fin du mois de juin 2024, Robert Brovdi (uk) annonce que le bataillon est élargi en régiment et réorganisé. Dans le cadre de la réforme, l'unité augmente ses effectifs et élargit ses compétences, mais reste membre du Corps des Marines d’Ukraine. Cette réorganisation lui permet de recevoir de nouveaux éléments structurels :
- une unité d’interception et de destruction de drones,
- une unité de systèmes expérimentaux sans pilote
- une division pour le développement et la mise en œuvre de nouveaux systèmes.

Avec cette réorganisation, le régiment prévoit de développer ses propres capacités de formation des opérateurs, et de déployer ses propres installations de production.
Durant l'été 2024, le régiment des « Oiseaux de Magyar » a participé à des combats dans la partie nord de la région de Kharkiv.
En août 2024, le régiment est redéployé vers le secteur le plus contesté de Pokrovsk, oblast de Donetsk. Durant la deuxième semaine d'août, les opérateurs de l'unité détruisent 232 cibles aériennes.
Le 16 novembre, l'unité indique avoir détruit un dispositif russe de guerre électronique mobile Borissoglebsk 2, qui coûte 200 millions de dollars, dans la région de Pokrovsk, à l'aide d'un drone Vampire.

#### 414ebrigade
En décembre 2024, le régiment est transformé en brigade et prend le nom de « 414e brigade de véhicules aériens sans pilote d'attaque », (en ukrainien : 414-та окрема бригада ударних безпілотних авіаційних, 414 ОБрУБАС)
En janvier 2025, l'unité dévoile un drone hélicoptère à vue FPV exploité par un câble à fibre optique,

## Structure

### Ordre de bataille
.
En novembre 2024, l'ordre de bataille du régiment est quasiment inconnu, il comprend :
- État-major du régiment ;
  - 
    -  compagnie de protection du QG ;

  -  groupe tactique combiné « Adam »[11] ;
  -  unité de reconnaissance aérienne par drone « Anges » [12],[13] ;
  -  unité d’interception et de destruction de drones[4] ;
  -  unités techniques radio-électroniques ;
  -  unité de formation ;
  -  unité de production légale de munitions pour drones ;
  -  unité de réparation ;
  -  unité de systèmes expérimentaux sans pilote[4] ;
  -  unité de développement et la mise en œuvre de nouveaux systèmes[4] ;